# Адріан Зелінський
Адріан Едвард Зелінський  (пол. Adrian Edward Zieliński, нар. 28 березня 1989) — польський важкоатлет, олімпійський чемпіон.

## Виступи на Олімпіадах
| Олімпіада   | Вагова категорія | Місце |
| ----------- | ---------------- | ----- |
| Лондон 2012 | до 85 кг         | 1     |